# The Quintessential Quintuplets
The Quintessential Quintuplets (japanisch 五等分の花嫁 ‚Bräute zu fünf gleichen Teilen‘) ist eine seit 2017 veröffentlichte Mangareihe des Mangaka Negi Haruba, die im Shōnen Magazine des Verlages Kōdansha erscheint.
Kodansha USA veröffentlichte die Mangareihe auf digitaler Ebene in englischer Sprache. Eine Adaption als Animeserie mit bisher zwölf Episoden, u. a. auch deutsch untertitelt, wurde ab dem 10. Januar 2019 in Japan gezeigt. Die zweite Staffel startete am 8. Januar 2021.

## Handlung
Der Oberschüler Fūtarō Uesugi ist hochbegabt, führt aber ein beschwerliches Leben: Seine Mutter ist gestorben, er hat keine Freunde und sein Vater hat einen großen Schuldenberg angesammelt.
Als die Kinder der reichen Familie Nakano an seine Schule wechseln bietet sich ihm die Chance selbst Geld zu verdienen. So wird er Nachhilfelehrer der Fünflinge. Leider muss Fūtarō schnell feststellen, dass sie alle, obwohl jede einen anderen Charakter hat, eine Gemeinsamkeit teilen. Sie haben kein Interesse am Lernen und bringen deswegen ständig mangelhafte schulische Leistungen. Ein paar der fünf Schwestern sehen in ihm einen Fremden und haben es nicht gern, wenn Fūtarō sie daheim besucht. Allerdings schafft er es mit der Zeit das Vertrauen der Schwestern zu gewinnen und verhilft diesen zu besseren Noten.
Es wird gezeigt, dass er am Ende eine der fünf Schwestern heiraten wird.

## Umsetzungen

### Manga
Die Mangareihe wird von Negi Haruba geschrieben und gezeichnet. Das erste Kapitel erschien am 9. August 2017 im Shōnen Magazine des Verlages Kōdansha, das letzte in der Ausgabe vom 19. Februar 2020. Der Verlag brachte seither 14 Sammelbände in Tankōbon-Form heraus. Eine deutsche Übersetzung erschien von März 2020 bis Mai 2022 bei Egmont Manga. Seit dem 26. Juni 2018 veröffentlicht Kodansha USA unter seinem Tochterverlag Kodansha Comics sowohl auf digitaler Ebene als auch in gedruckter Form.

### Anime
Am 9. August 2018 wurde in der kombinierten 36. und 37. Ausgabe des Shōnen Magazine angekündigt, dass die Mangareihe eine Animeserie erhalten werde. Die Serie wurde vom Animationsstudio Tezuka Productions unter der Regie von Satoshi Kuwabara und dem Skript von Keiichirō Ōchi umgesetzt. Für das Charakterdesign zeichneten sich Michinosuke Nakamura und Gagakuga aus, die Musik stammt aus der Feder von Natsumi Tabuchi, Hanae Nakamura und Miki Sakurai.
Die Serie, die zwölf Episoden umfasst, wurde zwischen dem 11. Januar und dem 29. März 2019 nach Mitternacht (und damit am vorigen Fernsehtag) auf TBS, sowie je am Folgetag Sun TV und übernächsten Tag auf BS-TBS gezeigt. Crunchyroll zeigte die Serie im Simulcast, u. a. mit deutschen Untertiteln unter dem Namen The Quintessential Quintuplets. Durch die Zusammenarbeit mit Funimation wurde die Serie zeitgleich mit englischer Synchronisation veröffentlicht.
Die Musik im Vorspann trägt den Titel Gotōbun no Kimochi (五等分の気持ち ‚Fünfgeteilte Gefühle‘) und wird von den Synchronsprecherinnen Kana Hanazawa, Ayana Taketatsu, Ayane Sakura, Miku Itō und Inori Minase unter dem Namen Nakano-ke no Itsutsugo (中野家の五つ子 ‚Fünflinge der Familie Nakano‘) gesungen. Der Abspanntitel heißt Sign und wird von Aya Uchida gesungen.
Zwischenzeitlich wurde eine zweite Staffel angekündigt, die vom 8. Januar 2021 bis zum 26. März 2021 ausgestrahlt wurde. Kurz vor Ende der zweiten Staffel gab das Produktionsteam bekannt, dass die Serie eine Fortsetzung erhalten werde.

### Synchronisation

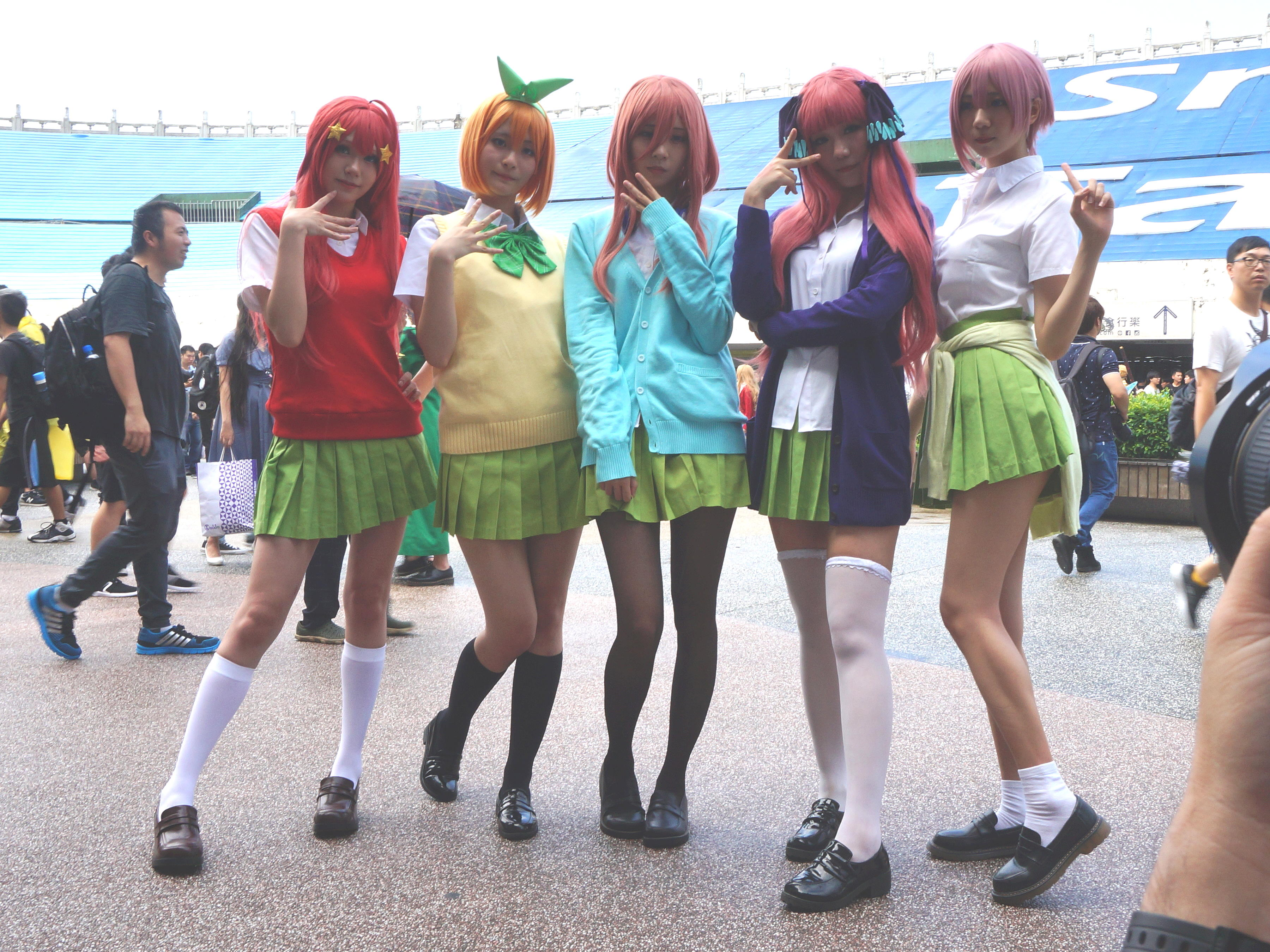
Cosplayerinnen verkörpern die Nakano-Fünflinge, 2019.
V.l.n.r: Itsuki, Yotsuba, Miku, Nino und Ichika Nakano.

Die deutsche Synchronfassung entstand bei Oxygen Sound Studios unter der Regie von Jasmin Arnoldt (Staffel 1) und Wiebke Westphal (Staffel 2/Kinofilm).
| Rolle          | japanische Sprecher(Seiyū) | deutsche Sprecher    |
| -------------- | -------------------------- | -------------------- |
| Fūtarō Uesugi  | Yoshitsugi Matsuoka        | Amadeus Strobl       |
| Ichika Nakano  | Kana Hanazawa              | Lisa Braun           |
| Nino Nakano    | Ayana Taketatsu            | Christina Wöllner    |
| Miku Nakano    | Miku Itō                   | Giovanna Winterfeldt |
| Yotsuba Nakano | Ayane Sakura               | Sarah Tkotsch        |
| Itsuki Nakano  | Inori Minase               | Nicole Hannak        |
| Raiha Uesugi   | Natsumi Takamori           | Saskia Glück         |
| Isanari Uesugi | Satoshi Hino               | Dirk Bublies         |

## Kritiken
The Quintessential Quintuplets wurde für seine Elemente des Harem und der romantischen Komödie überwiegend positiv wahrgenommen. So vergab Paul Jensen vom Anime News Network vier von fünf möglichen Punkten und befand, dass „die Witze lustig und die Charaktere tolerierbar bis liebenswert seien, der Anteil an Fanservice nicht ausufere und keine schauerlichen oder widerlichen Plot-Twists auftreten, die die Geschichte zerstören.“ Auch Patrick Frye lobte, dass es kaum Fanservice innerhalb der Serie gibt. Außerdem seien die fünf weiblichen Charaktere weitaus mehr als reine Stereotypen, stattdessen entwickeln sie sich zu eigenständigen Charakteren, die wiederum im Zusammenspiel mit dem männlichen Protagonisten eine lustige Dynamik kreieren. Kyle Rogacion lobte bei Goomba Stomp die Handlung der Serie, kritisierte indes den Animationsstil und die Gags, die häufig Fanservice-Elemente beinhalten.
Die Mangaserie war dank der Veröffentlichung des Anime mit 2,9 Millionen verkauften Exemplaren die fünfmeistverkaufte Mangaserie des ersten Halbjahres 2019 (November 2018 bis Mai 2019). Der Manga erhielt eine Auszeichnung beim Kodansha-Manga-Preis in der Kategorie Bester Shōnen-Manga gemeinsam mit To Your Eternity von Yoshitoki Ōima.